# Cerbera floribunda
Cerbera floribunda är en oleanderväxtart som beskrevs av Karl Moritz Schumann. Cerbera floribunda ingår i släktet Cerbera och familjen oleanderväxter. Inga underarter finns listade i Catalogue of Life.